# Nguyễn Hữu Khánh
Nguyễn Hữu Khánh (sinh 1942) là một cựu chính khách và nhà hoạt động xã hội Việt Nam. Ông nguyên là đại biểu Quốc hội Việt Nam khóa X, thuộc đoàn đại biểu An Giang, Bí thư Tỉnh ủy An Giang giai đoạn 1998-2001. Ông từng giữ chức Chủ tịch Hiệp Hội Nghề Cá Việt Nam, từng đóng vai trò quan trọng trong việc đưa cá tra, ba sa Việt Nam xuất khẩu ra thị trường thế giới.

## Thân thế sự nghiệp
Ông Nguyễn Hữu Khánh(biệt danh gọi Út Vũ), sinh năm 1942, tại ấp An Ninh, xã Hội An, huyện Chợ Mới, tỉnh An Giang. Sớm ảnh hưởng từ gia đình và quê hương có truyền thống cách mạng. Trong gia đình có nhiều anh, chị đều tham gia hoạt động trong phong trào Việt Minh trước 1954, cũng như Mặt trận Dân tộc Giải phóng miền Nam Việt Nam trước 1975, ông sớm tham gia hoạt động cho Mặt trận tại địa phương. Năm 1976, ông giữ chức Bí thư xã Hòa Bình. Những năm sau đó, ông lần lượt đảm nhiệm các chức vụ Phó Chủ tịch UBND, Chủ tịch UBND huyện rồi Bí thư Huyện ủy Chợ Mới. Tháng 10 năm 1985, ông là Giám đốc Sở Nông nghiệp tỉnh, sau đó là Phó Chủ tịch UBND tỉnh kiêm Giám đốc Sở Nông nghiệp rồi kiêm Chủ nhiệm UB Kế hoạch tỉnh. Từ năm 1989 đến 1996 ông là Phó Chủ tịch Thường trực UBND tỉnh, rồi Chủ tịch UBND tỉnh. Từ năm 1998 - 2000 ông là Bí thư Tỉnh ủy An Giang.
Trong thời gian làm Bí thư, ông được cho là có góp công lớn trong việc cải tạo ruộng đất cho nông dân thông qua xây dựng, mở rộng kênh đào rửa rốn phèn (kênh T5 hay kênh Võ Văn Kiệt) khu vực tứ giác Long Xuyên. Trong phát biểu của mình khi Quốc hội Việt Nam thông qua Hiệp định Thương mại Việt Nam – Hoa Kỳ vào ngày 28 tháng 11 năm 2001 tại hội trường, ông đã "cực lực phản đối" việc Hoa Kỳ không cho cá tra, basa Việt Nam mang tên "catfish". Bài phát biểu này đã được báo chí trong và ngoài nước đăng tải khắp nơi, có tác động rất lớn đến cách hành xử trong bang giao 2 nước Việt Nam – Hoa Kỳ ở thời điểm đó. Ông được cho là có đóng góp quan trọng trong việc phục hồi và xây dựng đình thần Hội An và chợ dân sinh An Khánh. Dân làng quý ông nên đã đặt tên chợ mới xây cũng là chợ An Khánh (thuộc xã Hòa Bình, Chợ Mới).

## Hoạt động xã hội
Sau khi nghỉ hưu, ông tham gia thành lập Hiệp hội Thủy sản An Giang (AFA) ngày 19 tháng 1 năm 2003. Hai năm sau khi thành lập AFA, ông đã được tín nhiệm, bầu giữ chức Chủ tịch Hội Nghề cá Việt Nam (năm 2005).
Ông cũng tích cực vận động thành lập một quỹ học bổng dành cho các học sinh nghèo tại tỉnh An Giang. Ngày 6 tháng 3 năm 2010, Quỹ Tiếp sức tài năng An Giang được thành lập, do ông làm Chủ tịch. Qua 5 năm hoạt động, quỹ đã tài trợ cho 123 sinh viên, trao thưởng cho 431 tài năng, với số tiền 1,6 tỷ đồng.